# Gumica za brisanje
Gumica je predmet koji se koristi za brisanje pogrešaka u pisanju olovkom. One se prave od kaučuka, ali i drugih materijala kao što su plastika i guma.

## Povijest
Edward Nairne je izumio gumicu od kaučuka 1770. god.